# Oleandra wallichii
Oleandra wallichii är en ormbunkeart som först beskrevs av William Jackson Hooker, och fick sitt nu gällande namn av Presl. Oleandra wallichii ingår i släktet Oleandra och familjen Oleandraceae. Inga underarter finns listade.